# Der Fremde (1961)
Der Fremde ist ein deutscher Spielfilm der DEFA von Johannes Arpe aus dem Jahr 1961.

## Handlung
Der ungelernte Willi Palko ist mehrere Jahre durch die Lande gezogen und hat sich mit Gelegenheitsarbeiten durchgeschlagen. Nun will er eine „richtige“ Arbeit annehmen und sesshaft werden. Er lässt sich in einem kleinen Dorf nieder und bewirbt sich in einem Braunkohletagebau um Arbeit. Obwohl ungelernt, darf er als Schmierer in der Brigade Schepp anfangen. Sie gilt als einzige Brigade, die stets über der Norm arbeitet. In Wirklichkeit fälscht Schachtmeister Brandt regelmäßig die Bilanzen. Willi wird von den Mitgliedern der Brigade zunächst als Spion angesehen, der den vergleichsweise hohen Arbeitszahlen auf den Grund gehen soll. Zusätzlicher Unmut entsteht, weil für Willi Julius aus der Brigade entlassen wird. Der gilt als unbeherrscht. Schachtmeister Brandt lässt Julius heimlich Flugblätter im Betrieb verteilen, in denen zu weniger Arbeitsleistung aufgerufen wird. Als Hanna auch noch sieht, wie Julius die Schmiere von Willi mit Sand manipuliert, zeigt sie Julius bei der Werksleitung an. Julius und Brandt als westlicher Agent werden verhaftet.
Auch Wilhelm Schepp, der die falschen Zahlen gezwungen war anzugeben, wird von der Polizei mitgenommen. Auf Anregung von Parteisekretär Reichert beschließt die Brigade Schepp, eine Hochleistungsschicht einzulegen und einen Zug mehr als gefordert zu erarbeiten. Brigadier Schepp erscheint nicht und so setzt sich Willi ins Baggerhäuschen. Er war von Wilhelm zuvor in die Arbeitsweise des Baggers eingewiesen worden, da Wilhelm ihm sein Vertrauen entgegenbringen wollte – Reichert hatte Wilhelm zuvor erklärt, dass Willi kein Spion ist und das Misstrauen der Brigade nicht verdient hat. Die Kunde von der Hochleistungsschicht macht die Runde und Reichert unterstützt am Ende Willi im Baggerhaus. Er ist zwar vom Regelverstoß der Brigade nicht begeistert, da Willi keinerlei Ausbildung am Großbagger erhalten hat, hofft jedoch, dass die Aktion der Brigade Schepp eine Signalwirkung auch auf die anderen Brigaden haben wird.
Nach Ende der Schicht geht Willi ins Gasthaus und trifft dort Wilhelm an. Er durfte die Polizeiwache verlassen und glaubt nun, er werde als Brigadier abgelöst bzw. dass seine Brigade bereits unter einem neuen Brigadier die Hochleistungsschicht absolviert habe. Willi redet ihm zu, dass niemand auch nur daran gedacht habe und Wilhelm zeigt sich erleichtert. Willi jedoch muss sich vor der Betriebsleitung für seine eigenmächtige Bedienung des Baggers verantworten. Er glaubt, er wird entlassen. Am Ende erhält er jedoch vom Betrieb einen Studienplatz an einer Bergbauschule, damit er später als vollwertiger Arbeiter zurück zum Braunkohletagebau kommen kann.

## Produktion
Der Fremde wurde von 1959 bis 1960 gedreht, jedoch zunächst nicht freigegeben. Erst am 3. März 1961 kam der Film ohne Premiere direkt in die Kinos. Schon nach kurzer Zeit wurde er wieder aus dem Programm genommen. „Grund war offenbar nicht unbedingt die unbefriedigende Qualität, sondern die negative Zeichnung einiger der ‚Vertreter der Arbeiterklasse‘.“
Die Filmbauten stammen von Oskar Pietsch.

## Kritik
Die zeitgenössische Kritik bemängelte die fehlende psychologische Motivierung der Charaktere. Im Film herrschten stattdessen „fotografierte Dialoge […], die im wahrsten Sinne des Wortes dauernd auf der Stelle treten.“
Für den film-dienst war Der Fremde ein „schematischer, künstlerisch weit unterdurchschnittlicher Gegenwartsfilm, der sich an Scheinkonflikten entlang hangelt und zielstrebig zum harmonischen Finale führt.“